# Россолово (деревня, Костромская область)
Россолово — деревня в Ореховском сельском поселении Галичского района Костромской области России.

## География
Деревня расположена у главного хода Транссибирской магистрали, недалеко от станции Россолово, на берегу речки Росоловки или Вёксы.

## История
Согласно Спискам населенных мест Российской империи в 1872 году деревня Росолово относилась к 1 стану Галичского уезда Костромской губернии. В ней числилось 7 дворов, проживали 21 мужчина и 20 женщин.
Согласно переписи населения 1897 года в деревне Розсолово проживало 55 человек (24 мужчины и 31 женщина).
Согласно Списку населенных мест Костромской губернии в 1907 году деревня Розсолово относилась к Котельской волости Галичского уезда Костромской губернии. По сведениям волостного правления за 1907 год в ней числилось 14 крестьянских дворов и 77 жителей. Основными занятиями жителей деревни, помимо земледелия, были плотницкий и малярный промыслы. В той же волости числился и населённый пункт с названием водокачка для станции Розсолово с населением 2 человека.
До муниципальной реформы 2010 года деревня также входила в состав Ореховского сельского поселения.